# 拉诺米·克罗莫维焦约
拉诺米·克罗莫维焦约（荷蘭語：Ranomi Kromowidjojo，1990年8月20日—），生于格罗宁根，荷兰女子游泳运动员。專長為自由式，但亦有能力參與背泳和蝶泳賽事。是荷蘭泳隊的成員，她保持了4×50米自由式和4x200米自由式短池接力賽的世界紀錄，和4x100米長池接力賽的世界紀錄。

## 生平

### 游泳生涯
在勝出2005年和2006年的歐洲初級游泳錦標賽後，她在2006年匈牙利布達佩斯舉行的歐洲游泳錦標賽初次於頂級賽事出賽。她夥拍隊友英厄·德克尔、马伦·费尔德海斯和凯塔尔·格鲁特參與4x100米自由式接力賽，立即贏得其首面國際賽的獎牌，她當時只有15歲。
她其後首次晉身世錦賽。於澳洲墨爾本舉行的2007年世錦賽(長池)，她夥拍英厄·德克尔、马伦·费尔德海斯和費姆克·海姆斯凱克在4x100米接力項目中贏得一面銅牌。個人方面，她在100米自由式中取得第13名。2007年年尾，她達到參加京奧50米和100米游泳賽事的A級標準，並夥拍隊友欣克琳·斯赫勒德、马伦·费尔德海斯和費姆克·海姆斯凱克於荷蘭游泳公開賽中刷新4x100米自由式短池的世界紀錄。一周後參加匈牙利德布爾森舉行的2007歐錦賽中，再和隊友英厄·德克尔、马伦·费尔德海斯和欣克琳·斯赫勒德刷新4x50米自由式世界紀錄。 
2008年，她參加燕豪芬舉行的2008年世界游泳錦標賽(長池)，是她的首個大賽。於4x100米接力，她夥拍隊友英厄·德克尔、马伦·费尔德海斯和費姆克·海姆斯凱克，贏得一面金牌，並再次刷新世界紀錄，時間為3分33秒62。於4x200米自由式中，只能以第4名完成，個人方面則於200米排名第9。
幾星期之後於曼徹斯特舉行的2008年國際泳聯世界游泳錦標賽(短池)中，她再次夥拍德克、费尔德海斯和海姆斯凱克贏得4x200米自由式接力賽冠軍，並再次打破世界世界紀錄。在參加100米自由式個人賽之後，她因手臂受傷而退出比賽。
2008年北京奧運，再次夥拍英厄·德克尔、马伦·费尔德海斯和費姆克·海姆斯凱克參加4x100自由泳賽事，輕鬆贏得金牌，以3分33秒76的成績完成，非常接近由她們保持著的世界紀錄。

## 個人最佳成績
| 短池          | 短池     | 短池           | 短池           |
| 賽事          | 時間     | 日期           | 地點           |
| ------------- | -------- | -------------- | -------------- |
| 50公尺自由式  | 22.93 WR | 2017年8月7日   | 德國柏林       |
| 100公尺自由式 | 50.95    | 2017年12月15日 | 丹麥哥本哈根   |
| 200公尺自由式 | 1:55.77  | 2011年12月18日 | 美國亞特蘭大   |
| 400公尺自由式 | 4:06.25  | 2008年12月19日 | 荷蘭阿姆斯特丹 |
| 50公尺仰式    | 26.10    | 2018年9月28日  | 荷蘭恩荷芬     |
| 100公尺仰式   | 59.90    | 2008年12月20日 | 荷蘭阿姆斯特丹 |
| 50公尺蝶式    | 24.54    | 2017年8月12日  | 荷蘭恩荷芬     |
| 100公尺蝶式   | 56.63    | 2017年8月7日   | 德國柏林       |

| 長池          | 長池    | 長池          | 長池           |
| 賽事          | 時間    | 日期          | 地點           |
| ------------- | ------- | ------------- | -------------- |
| 50公尺自由式  | 23.85   | 2017年7月30日 | 匈牙利布達佩斯 |
| 100公尺自由式 | 52.75   | 2012年4月13日 | 荷蘭恩荷芬     |
| 200公尺自由式 | 1:59.77 | 2008年3月22日 | 荷蘭恩荷芬     |
| 50公尺仰式    | 28.70   | 2008年12月5日 | 荷蘭恩荷芬     |
| 100公尺仰式   | 1:05.90 | 2007年6月3日  | 荷蘭阿姆斯特丹 |
| 50公尺蝶式    | 25.35   | 2019年7月27日 | 韓國光州       |
| 100公尺蝶式   | 59.20   | 2018年9月9日  | 俄羅斯喀山     |

## 外部連結
- Ranomi.nl （页面存档备份，存于） (official website)
- Ranomi.web-log.nl （页面存档备份，存于） (weblog)